# شبه‌جزیره لیائودونگ

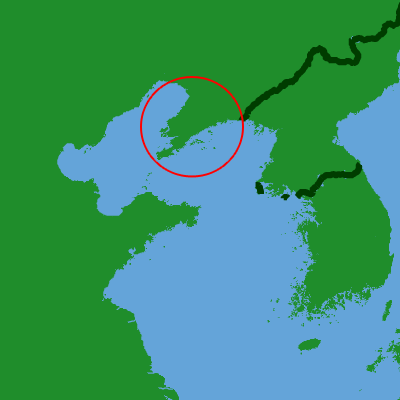
محل لیائودونگ در نقشهٔ چین.

شبه‌جزیره لیائودونگ شبه جزیره‌ای در استان لیائونینگ در شمال شرق چین است که در غرب به عنوان جنوب منچوری شرقی شناخته شده‌است. لیائودونگ در کلام به معنای «شرق لیائو» است. لیائو نام رودخانه‌ای بود که در زمان جنگ ایالات فرمانداری‌های یان لیائوچی (غرب لیائو) و لیائودونگ را از هم جدا می‌کرد.